# Radicipes spiralis
Radicipes spiralis is een zachte koraalsoort uit de familie Chrysogorgiidae. De koraalsoort komt uit het geslacht Radicipes. Radicipes spiralis werd in 1908 voor het eerst wetenschappelijk beschreven door Nutting.